# Бърти Ахърн
Патрик Бартолемю Ахърн (на английски: Patrick Bartholemew Ahern; на ирландски Padraig Parthalan O hEachtairn) е ирландски политик. Той е депутат от 1977, министър на труда (1987-1991) и министър на финансите (1991-1994). През 1994 става лидер на партията Фиана Файл, а през 1997 - десетият министър-председател на Република Ирландия, заемайки мястото на Джон Бъртън.
Баща е на писателката Сесилия Ахърн.